# Olympische Jugend-Sommerspiele 2010/Teilnehmer (Vereinigte Arabische Emirate)
| Gelbes Symbol für Goldmedaillen mit stilisierten Olympischen Ringen | Graues Symbol für Silbermedaillen mit stilisierten Olympischen Ringen | Braundes Symbol für Bronzemedaillen mit stilisierten Olympischen Ringen |
| ------------------------------------------------------------------- | --------------------------------------------------------------------- | ----------------------------------------------------------------------- |
| —                                                                   | —                                                                     | —                                                                       |

Die Jugend-Olympiamannschaft der Vereinigten Arabischen Emirate für die I. Olympischen Jugend-Sommerspiele vom 14. bis 26. August 2010 in Singapur bestand aus vier Athleten.

## Athleten nach Sportarten

### Reiten
- Sheikh Ali Abdulla Majid Al-Qassimif
Springen Einzel: 9. Platz
Springen Mannschaft: 4. Platz (im Team Asien)

### Schießen
Jungen
- Salem Matar Ali Alqaydi
Luftgewehr 10 m: 20. Platz

### Segeln
Jungen
- Saif Ibrahim Al-Hammadi
Byte CII: 27. Platz

### Taekwondo
Mädchen
- Haya Jumaa
Klasse bis 49 kg: 5. Platz